# Герб Мантейгаша
Ге́рб Манте́йгаша — офіційний символ містечка Мантейгаш, Португалія. Використовується як територіальний герб. У синьому щиті три золоті гори із чорним контуром, перетяті по середині трьома хвилястими смугами — срібною, синьою і срібною. У главі щита срібна п'ятипроменева зірка, обабіч якої два золотих водяних колеса. Щит увінчує срібна мурована містечкова корона з чотирма вежами.  Під щитом біла стрічка, на якій великими літерами напис португальською: «vila de Manteigas» (містечко Мантейгаш).  Офіційно затверджений 16 січня 1933 року.  

## Галерея

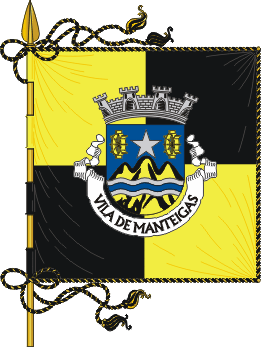
Прапор